# Gimonde (Sarandón)
Gimonde, oficialmente y en gallego Ximonde es una aldea española situada en la parroquia de San Miguel de Sarandón, del municipio de Vedra, en la provincia de La Coruña, Galicia. Según el IGE a fecha de 2021 cuenta con una población de 26 habitantes.
El topónimo Ximonde es de origen germánico y procede de gemundi (villa) que es el nombre del dueño de la villa, mientras que el segundo elemento munda significa protección.
En la aldea se encuentra el Pazo de Ximonde, construcción de finales de siglo XVIII en forma de escuadra situada en una extensa finca amurallada de 12 hectáreas con amplias zonas ajardinadas, zonas boscosas (con alcornoques, robles, olivos, castaños y cedros) y viñedos (principalmente de uva albariña) considerados de los más antiguos de Galicia. Al menos una parte de la zona posterior debe corresponder al último tercio del siglo XVI. En lo que fue el patio interior se puede admirar la fachada barroca en figura de «L», un hermoso soportal e un balcón en el primer piso. En el patio hay dos fuentes, una de ellas encajada en el edificio y en el interior una bodega con un lagar de piedra destinado a la producción de vino. Destaca también en la fachada el escudo «Brasóns dos Cisneros». El pazo fue residencia de los Condes de Ximonde descendientes del linaje de los Cisneros y jugó un papel importante en el Carlismo. En 2009 fue adquirida por la empresaria María Barallobre por «menos de seis millones de euros».
El coto de Ximonde es un importante coto salmonero a orillas del río Ulla y muy cerca un refugio de pescadores con un pequeño centro de interpretación del río y una estación ictiológica de cría y reproducción. El origen del coto está unido al pazo ya que en el pasado perteneció a los Condes de Ximonde y se construyó sobre un antiguo molino que era en su origen tipo dorna y para su funcionamiento se añadió una gran aceña para desviar el agua. A mediados de siglo XX sufrió una gran rehabilitación y a principios de siglo XXI fue objeto de una nueva intervención para la creación del centro ictiológico donde también se modificó la presa diseñada para el remonte de los peces. El sendero PR-G36 de San Xoán da Cova, reconocido por la Junta de Galicia, transcurre río abajo donde se puede encontrar el puente colgante reconstruido en 2012 con acceso para minusválidos y una superficie antideslizante. Con una longitud de 87,7 m está suspendido a unos ocho metros del río y costó más de medio millón de euros. Anteriormente existió un puente similar que desapareció en 2001 a causa de unas fuertes riadas.